# Gustav Eberhard von Greiffenpfeil
Gustav Eberhard Freiherr von Greiffenpfeil (* um 1700 in Pommern; † 1775) war Landrat des Kreises Greifenhagen.
Er entstammte der briefadligen Familie von Greiffenpfeil, die 1655 nobilitiert und 1699 in den Reichsfreiherrnstand erhoben worden war. Sein Großvater Cölestin Hoffmann von Greiffenpfeil war kurbrandenburgischer Rat und Bürgermeister in Frankfurt an der Oder. Sein Vater Melchior Freiherr von Greiffenpfeil war Oberstleutnant in der preußischen Armee und seit 1697 Besitzer von Heinrichsdorf im Kreis Greifenhagen.
Gustav Eberhard von Greiffenpfeil wurde im Juli 1740 durch König Friedrich den Großen zum Landrat des Kreises Greifenhagen ernannt, als Nachfolger für den verstorbenen Alexander Magnus von Kunow. Der Ernennung war aber, anders als üblich, keine Wahl durch die Kreisstände vorausgegangen. Er konnte sich nicht durchsetzen und trat daher 1742 zurück. Sein Nachfolger wurde Daniel Levin Andreas von der Schulenburg.
Sein Gut Heinrichsdorf ließ er 1769 allodifizieren. Es fiel nach seinem Tod 1775 an seine Witwe Barbara Charlotta Juliana, eine Tochter des preußischen Generalmajors Joachim Christian von Bandemer.